# Куликовське (Новосибірська область)
Куликовське (рос. Куликовское) — село у Чулимському районі Новосибірської області Російської Федерації.
Входить до складу муніципального утворення Куликовська сільрада. Населення становить 474 особи (2010).

## Історія
Згідно із законом від 2 червня 2004 року органом місцевого самоврядування є Куликовська сільрада.

## Населення
| 2002 | 2007 | 2010 |
| ---- | ---- | ---- |
| 484  | ↗519 | ↘474 |